# Protimaterialna ostrostrelna puška
Protimaterialna ostrostrelna puška (tudi antimaterialna ostrostrelna puška, težka ostrostrelka, ostrostrelka velikega kalibra, ...) je podvrsta ostrostrelnih pušk, ki je primarno namenjena uničevanju:
- neoklepnih in lahko oklepljenih vojaških vozil,
- helikopterjev,
- komunikacijskih centrov,
- skladišč streliva,
- občutljive tehnike, ...

Kaliber protimaterialnih ostrostrelnih pušk je od 12 mm do 20 mm.

## Seznam

### A
- Aerotek/Mkontho Arms NTW-14,5
- Aerotek/Mkontho Arms NTW-20
- Accuracy International AW-50
- Accuracy International AS50
- Armalite AR-50
- Arms Tech TTR-50

### B
- Barrett M82A1
- Barrett M82A2
- Barrett M90
- Barrett M95
- Barrett M99
- Barrett XM109

### C
- Cobb Manufacturing FA-50

### D
- Denel NTW-20

### F
- PGM Hecate II
- Falcon OP96
- Falcon OP99

### G
- Gepard M1
- Gepard M4
- Gepard M6

### I
- Iver Johnson AMAC-1500

### J
- JMC Fabrication AAO

### K
- KSVK

### M
- McMillan 87R
- McMillian M88 PIP
- Mechem NTW-20

### O
- OSV-96

### P
- Pauza F-50

### R
- RT-20
- RAI M500
- RAMO M600
- RAMO M650

### S
- Steyr-Mannlicher AMR 2000 (Steyr IWS 2000)
- Steyr .50 HS
- SVN-98

### T
- Truvelo .50BMG

### V
- VSSK

### Z
- Zastava M 93 Crna strela
- ZVI Falcon